# شوتو أوكيناوا
شوتو أوكيناوا (باليابانية: 岡庭 愁人) (مواليد 16 سبتمبر 1999)، هو لاعب كرة قدم ياباني سابق كان يلعب كمدافع.

## وصلات خارجية
- شوتو أوكيناوا على موقع رابطة كرة القدم اليابانية للمحترفين (اليابانية)
- شوتو أوكيناوا على موقع إي إس بي إن إف سي (الإنجليزية)
- شوتو أوكيناوا على موقع قاعدة بيانات كرة القدم.إي يو (الإنجليزية)
- شوتو أوكيناوا على موقع Soccerway.com (الإنجليزية)
- شوتو أوكيناوا على موقع عالم كرة القدم.نت (الإنجليزية)